# Halina Ogarek-Czoj
Halina Maria Ogarek-Czoj (ur. 14 września 1931, zm. 23 listopada 2004) – polska koreanistka, tłumaczka i wykładowczyni.

## Życiorys
Córka Weroniki Tropaczyńskiej-Ogarkowej, pisarki i działaczki ruchu ludowego i oświatowego, oraz Franciszka Ogarka, kapitana Wojska Polskiego zamordowanego w Twerze w 1940. W 1955 uzyskała magisterium w Katedrze Sinologii Uniwersytetu Warszawskiego. W trakcie studiów uczęszczała na lektorat języka koreańskiego. Po ukończeniu studiów wyjechała do Korei Północnej w ramach międzypaństwowej wymiany stypendialnej studentów. W 1962 uzyskała na Uniwersytecie im. Kim Ir Sena w Pjongjangu stopień kandydata nauk w zakresie literatury koreańskiej, broniąc pisanej pod opieką prof. An Ham-kwanga pracę dotyczącej twórczości dramatycznej Song Yŏnga. W tym samym roku wróciła do Warszawy i podjęła pracę w Instytucie Orientalistycznym UW jako wykładowca języka i literatury koreańskiej. Po nieudanych staraniach o nostryfikację koreańskiego dyplomu w Polsce, po kilkumiesięcznym stażu odbytym na Uniwersytecie Karola w Pradze pod opieką naukową prof. Aloisa Pultra, w 1974, pod kierunkiem japonisty prof. Wiesława Kotańskiego, uzyskała stopień doktora w zakresie literatury koreańskiej na Uniwersytecie Warszawskim, broniąc kolejnej pracy dotyczącej twórczości Song Yŏnga. Z inicjatywy Ogarek-Czoj powołano w 1983 w ramach Zakładu Dalekiego Wschodu Sekcję Koreanistyki, którą kierowała aż do przejścia na emeryturę w 2002. Ponadto uczestniczyła w działalności Polskiego Towarzystwa Orientalistycznego, Association of Korean Studies in Europe i Towarzystwa Azji i Pacyfiku.
Autorka licznych artykułów i książek poświęconych zwłaszcza literaturze i religiom Korei, przekładów dzieł, przede wszystkim współczesnej literatury koreańskiej, na język polski, a także podręczników języka koreańskiego, zbiorów tekstów do nauki języka oraz licznych haseł encyklopedycznych. Do najważniejszych jej prac należą: Korea Północna – kraj czhollima (1965), Opowieść o Czhun-hiang najwierniejszej z wiernych (1970), Pradzieje i legendy Korei (1981), Tonghak – nauka Wschodu (1984), Mitologia Korei (1988), Religie Korei. Rys historyczny (1994), Na Tohyang and Korean Short Story Writing in the 1920s (2002), Klasyczna literatura koreańska (2003), Literatura koreańska XX wieku (2007).
Halina Ogarek-Czoj poślubiła obywatela Korei Północnej, jednak małżeństwo rozpadło się po jej powrocie do Polski w 1962, wymuszonym decyzją północnokoreańskich władz o wypędzeniu cudzoziemskich żon. W trakcie pobytu w Pjongjangu urodziła córkę Annę. 
Pochowana została na cmentarzu Wojskowym na Powązkach w Warszawie (kwatera A30-4-13).